# Elaidius biplagiatus
Elaidius biplagiatus – gatunek chrząszcza z rodziny kózkowatych i podrodziny zgrzypikowych. Jedyny przedstawiciel rodzaju Elaidius.

## Zasięg występowania
Gatunek ten występuje na Nowej Gwinei.